# Bourbon Beatrix cseh királyné
Bourbon Beatrix (Franciaország, 1320 – Damvillers, 1383. december 23.) francia királyi hercegnő, első házassága révén cseh királyné és luxemburgi grófné, második házassága révén Grancey úrnéja.

## Élete
Édesapja Lajos, Bourbon hercege; Róbertnek Clermont grófjának és Burgundiai Beatrixnak, Bourbon úrnőjének fia. Édesanyja Avesnes Mária hainaut-i grófnő, II. János hainaut-i gróf és Luxemburgi Filippa grófnő leánya. Beatrix volt szülei nyolcadik, legkisebb gyermeke, egyben negyedik leánya. 1321. május 29-én eljegyezték Fülöp tarantói herceggel, a házasságból később nem lett semmi, Fülöp pedig feleségül vette Aragóniai Jolánt. Beatrix 1334 decemberében Château de Vincennes városában feleségül ment János cseh királyhoz. Házasságukból egyetlen gyermek született: Vencel (1337. február 25. – 1383. december 7.) Luxemburg grófja, majd hercege, felesége, Johanna brabanti hercegnő révén pedig Brabant hercege.
Beatrixot nem sokkal fia születése után koronázták cseh királynévá 1337 júniusában. Férje 1346. augusztus 26-án részt vett a crécyi csatában a franciák oldalán. A franciák azonban elvesztették a csatát, s János király is holtan maradt a csatatéren. Ezután Beatrix visszatért hazájába, ahol 1347 körül ismét megházasodott. Második férje II. Eudes, Grancey ura. Házasságuk gyermektelen maradt. Beatrix alig két héttel élte túl fiát, második férje hat évvel később halt meg. Végső nyughelyre a párizsi Szent Jakab kolostor lett.